# Форд, Бернард
Бернард Алберт Форд (англ. Bernard Albert Ford; 27 сентября 1947, Бирмингем, Великобритания — 5 апреля 2023, Эдмонтон, Канада) — британский фигурист, выступавший в танцах на льду. В паре с Дайан Таулер был четырёхкратным чемпионом мира, Европы и Великобритании.
Впоследствии — тренер по танцам на льду, хореограф, судья, консультант и технический инструктор. Кавалер ордена Британской империи. В 1993 году введён в Зал славы мирового фигурного катания. С 2007 года — член Зала славы фигурного катания Канады.

## Биография

### Карьера спортсмена
Родился 27 сентября 1947 года в Бирмингеме. Вырос в бирмингемском районе Солтли, где его мать Элзи владела магазином. Учился в школе имени короля Эдуарда VI. Встал на коньки в четыре года. В возрасте восьми лет сдал первый тест по катанию. Начал соревновательную карьеру, как и большинство фигуристов, с регулярных клубных турниров. Катался в одно время с Джанет Соубридж и Джоном Карри, часто обыгрывая последнего на детских соревнованиях.
Несмотря на то, что он был хорошим фигуристом, ему не хватало уверенности при соревнованиях одиночников. Поэтому в подростковом возрасте он сменил дисциплину и перешёл в танцы на льду. Родители отвезли его в Лондон к успешному тренеру Глэдис Хогг, которая поставила Форда в пару с Дайан Таулер.
Он продолжал жить в Бирмингеме, а на выходные родители отвозили сына тренироваться в Лондон. После первых успехов Форда и Таулер, он переехал в Лондон, где жил в семье Дайан. Для поддержки карьеры сына, родители Форда продали свой дом в Бирмингеме и тоже поселились в Лондоне. Они имели по две-три работы, чтобы способствовать его катанию.
На чемпионате Великобритании в 1964 году Форд и Тайлер стали четвёртыми. С таким результатом они не могли рассчитывать на участие в мировом чемпионате. Но призёры Ян Филлипс с Марджори Маккой завершили карьеру, благодаря чему Форд и Тайлер попали на чемпионат мира, где заняли тринадцатое место. В 1965 году пара завоевала бронзу национального чемпионата. Затем ярко выступили на чемпионате Европы и мира, оба раза став четвёртыми. Это был последний раз, когда они финишировали не на первом месте.
В 1966—1969 годах доминировали в мировых танцах. За этот период привнесли в дисциплину инновации и получили репутацию «законодателей моды». В произвольном танце дуэт представил твиззлы, танцевальные вращения и поддержки, которые ранее не использовались в соревновательных программах. Помимо этого, они выбирали нестандартное музыкальное сопровождение. Их новаторская постановка 1967 года «Грек Зорба» нарушала привычную академичность английских танцев.
Принимали участие в демонстрации танцев на льду на Олимпийских играх 1968 года, когда танцы ещё не были олимпийским видом спорта. Завершили соревновательную карьеру в апреле 1969 года, получив выгодные предложения от ледовых шоу. В том же году выиграли мировой турнир среди профессионалов, где участвуют фигуристы-ветераны.

### Тренерская карьера
Таулер потеряла интерес к выступлениям в шоу-программах, вследствие чего партнёры занялись самостоятельными тренерскими карьерами. Первое время Форд тренировал в Стретеме, Великобритания. В 1970 году эмигрировал в Канаду, где стал наставником в The Cricket and Granite Clubs в Торонто.
Работал с многими танцевальными парами со всего мира, которые под его руководством выигрывали национальные и международные титулы. В 1982—1986 годах тренировал Трейси Уилсон и Роба Макколла, завоевавших бронзу чемпионата мира (1986). За работу с ними был награждён канадской премией «Petro-Canada».
В 1986 году стал соучредителем школы фигурного катания York Region Skating Academy в Ричмонд-Хилле. Вместе с тренером Келли Джонсон в 1989 году изобрёл один из обязательных танцев ISU — «Ча-ча-ча Конгеладо». Консультировал технический комитет ISU по танцам на льду, проводил семинары по обучению судей и тренеров.
В 1994 году Американская федерация фигурного катания пригласила Форда в США, где он продолжал работать со спортсменами, обосновавшись в Сиэтле. В тот период времени его сын покончил жизнь самоубийством. В 2003 году Бернард вернулся в Канаду. В 2007 году введён в Зал славы канадского фигурного катания. Проживал в Эдмонтоне, Альберта, а к 2014 году переехал в Калгари.
По информации Британской федерации фигурного катания, умер от инфаркта миокарда 5 апреля 2023 года в Эдмонтоне. По сведениям Skate Canada, умер 6 апреля 2023 года в Калгари. Международный союз конькобежцев назвал датой смерти 6 апреля 2023 года.

## Награды
- Кавалер ордена Британской империи (1970)[1].
- Член Зала славы мирового фигурного катания (1993)[9].
- Член Зала славы фигурного катания Канады (2007)[6].
- Член Зала славы британского фигурного катания[1].
- Член Зала спортивной славы Ричмонд-Хилла[1].

## Результаты
Выступления в паре с Дианой Таулер
| Соревнования             | 63/64 | 64/65 | 65/66 | 66/67 | 67/68 | 68/69 |
| ------------------------ | ----- | ----- | ----- | ----- | ----- | ----- |
| Чемпионат мира           | 13    | 4     | 1     | 1     | 1     | 1     |
| Чемпионат Европы         |       | 4     | 1     | 1     | 1     | 1     |
| Чемпионат Великобритании | 4     | 3     | 1     | 1     | 1     | 1     |